# Во (Верхняя Гаронна)
Во (фр. Vaux, окс. Le Bauç) — коммуна во Франции, находится в регионе Юг — Пиренеи. Департамент — Верхняя Гаронна. Входит в состав кантона Ревель. Округ коммуны — Тулуза.
Код INSEE коммуны — 31570.

## География
Коммуна расположена приблизительно в 610 км к югу от Парижа, в 36 км к юго-востоку от Тулузы.

## Климат
Климат умеренно-океанический. Зима мягкая и снежная, весна характеризуется сильными дождями и грозами, лето сухое и жаркое, осень солнечная. Преобладают сильные юго-восточные и северо-западные ветры.

## Население
Население коммуны на 2010 год составляло 278 человек.
| 1962 | 1968 | 1975 | 1982 | 1990 | 1999 | 2010 |
| ---- | ---- | ---- | ---- | ---- | ---- | ---- |
| 241  | 208  | 209  | 210  | 185  | 224  | 278  |

## Администрация
| Период | Период | Фамилия    | Партия | Примечания |
| ------ | ------ | ---------- | ------ | ---------- |
| 2001   | 2008   | Жорж Саказ |        |            |
| 2008   | 2020   | Клод Морен |        |            |

## Экономика
В 2010 году среди 189 человек трудоспособного возраста (15—64 лет) 138 были экономически активными, 51 — неактивными (показатель активности — 73,0 %, в 1999 году было 77,1 %). Из 138 активных жителей работали 129 человек (72 мужчины и 57 женщин), безработных было 9 (6 мужчин и 3 женщины). Среди 51 неактивных 10 человек были учениками или студентами, 29 — пенсионерами, 12 были неактивными по другим причинам.

## Достопримечательности
- Особняк XVII века. Исторический памятник с 1944 года[4]

## Фотогалерея

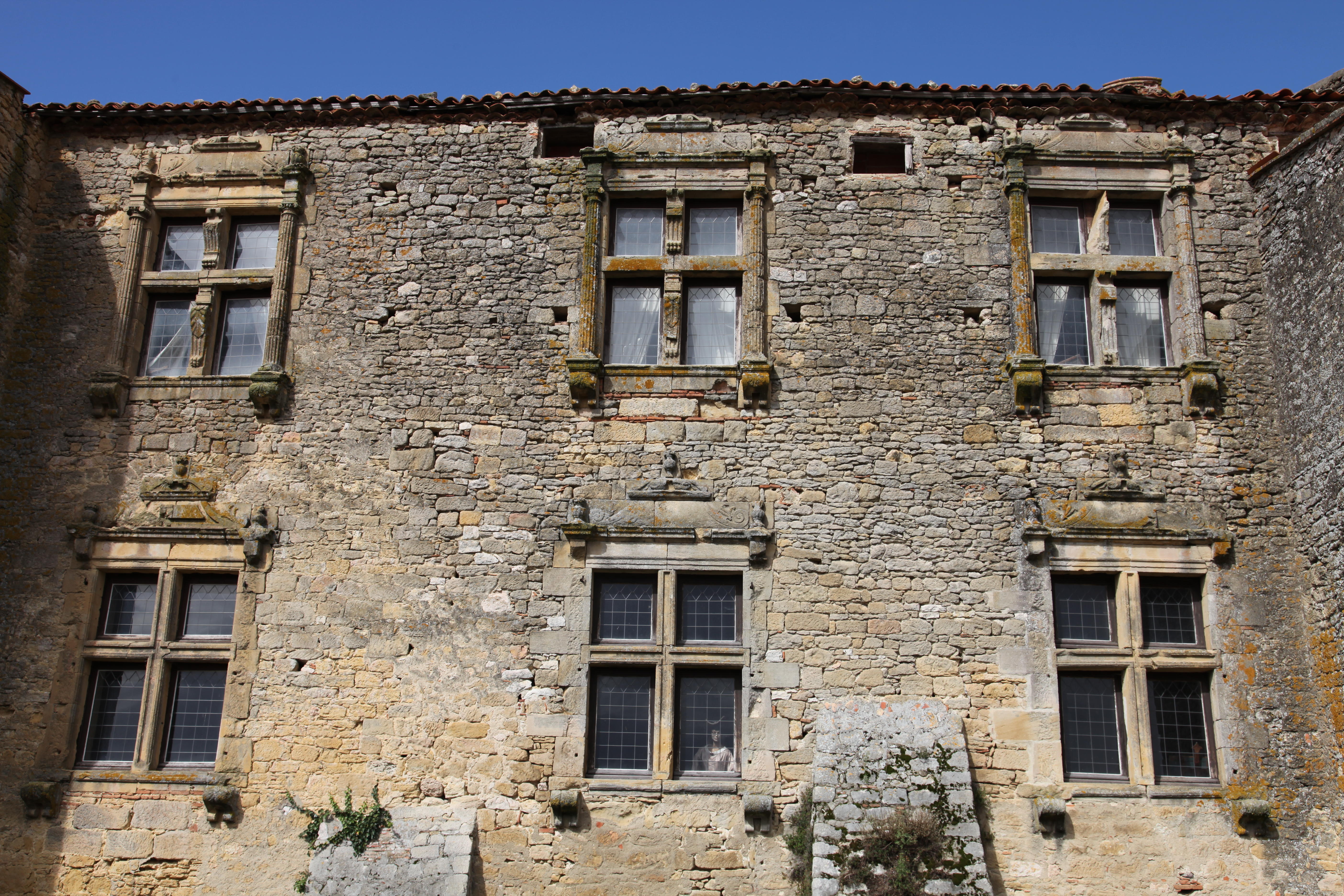
Особняк XVII века
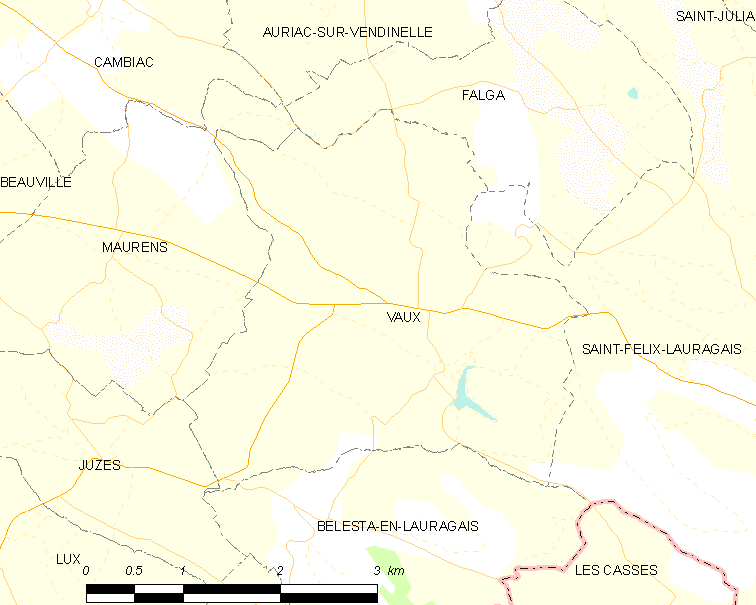
Карта коммуны